# Eva Giganti
Eva Giganti (San Cataldo, 29 maggio 1976) è un'ex sollevatrice italiana.

## Carriera
Nata a San Cataldo, in provincia di Caltanissetta, nel 1976, nel maggio 1995, a 19 anni, rimane vedova del futuro marito, Salvatore, ucciso quattro giorni prima del matrimonio dalla mafia. Due mesi dopo diventa madre di Valentina. A fine 1996 inizia a praticare il sollevamento pesi con il Club Atletico Ercole di Caltanissetta. Nel 1998 arriva in nazionale. Nel 2000, a 24 anni, vince l'argento nei 48 kg ai campionati europei a Sofia, in Bulgaria, chiudendo dietro soltanto alla bulgara Donka Minčeva. Nello stesso anno partecipa ai Giochi Olimpici di Sydney 2000, che vedevano per la prima volta il sollevamento pesi aperto anche alle donne, diventando quindi la prima sollevatrice italiana ad un'Olimpiade e chiudendo all'8º posto la gara dei 48 kg, con 77.5 kg alzati nello strappo e 92.5 nello slancio, per un totale di 170 kg, scalando successivamente in settima posizione dopo la squalifica per doping della medaglia d'oro Izabela Dragneva.

## Palmarès
- Europei

Sofia 2000: argento nei 48 kg.